# Siiri Oviir

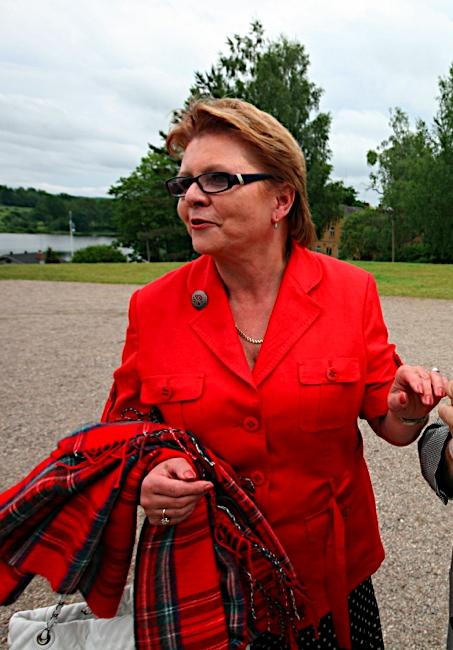
Siiri Oviir (2010)

Siiri Oviir (geborene Tavel (Davel); * 3. November 1947 in Tallinn) ist eine estnische Politikerin. Von 2004 bis 2014 war sie Mitglied des Europäischen Parlaments.

## Frühe Jahre
Nach dem Abitur 1966 in Tallinn studierte Siiri Oviir von 1969 bis 1975 Rechtswissenschaft an der Universität Tartu. Von 1972 bis 1975 war sie im Justizministerium der Estnischen Sozialistischen Sowjetrepublik und von 1975 bis 1990 beim Obersten Gerichtshof beschäftigt.

## Politikerin
Mit der Wiedererlangung der estnischen Unabhängigkeit ging Siiri Oviir in die Politik. Von 1990 bis 1992 war sie Sozialministerin im Kabinett von Ministerpräsident Edgar Savisaar. Von 1992 bis 1995 war Oviir Abgeordnete des estnischen Parlaments (Riigikogu), bevor sie von April bis November 1995 erneut Sozialministerin wurde. Von 1995 bis 2002 gehörte sie dem Parlament an, ab 1999 als stellvertretende Parlamentspräsidentin. Von Januar 2002 bis März 2003 wurde sie wiederum Sozialministerin.
Von 2003 bis 2004 war Oviir Mitglied des estnischen Parlaments, bevor sie bei der Europawahl 2004 für die Estnische Zentrumspartei (Eesti Keskerakond) als Abgeordnete in das Europäische Parlament gewählt wurde. Bei der Wahl 2009 konnte sie ihr Abgeordnetenmandat in Straßburg erfolgreich verteidigen. 2012 trat Oviir aus der Zentrumspartei aus und schied mit der Wahl 2014 aus dem Europäischen Parlament aus.
Von 1989 bis 1996 war sie Mitbegründerin und Vorstandsmitglied des estnischen Frauenverbands. Seit 1991 ist Siiri Oviir die Vorsitzende des Estnischen Behindertensportverbands.

## Privatleben
Siiri Oviir ist mit Mihkel Oviir, dem Präsidenten des estnischen Rechnungshofs, verheiratet. Sie hat drei Töchter. Ihre Tochter Liisa Oviir (* 1977) war von 2015 bis 2016 Ministerin für Außenhandel und Unternehmertum der Republik Estland.